# Taiwan Semiconductor Manufacturing Company
Taiwan Semiconductor Manufacturing Company (TSMC) est, en 2021, la plus importante fonderie de semiconducteurs indépendante. Son siège social est situé à Hsinchu, à Taïwan. Fondée en 1987, elle fabrique notamment les puces graphiques de Intel, Nvidia et AMD ainsi que les systèmes sur une puce Snapdragon de Qualcomm et les puces d'Apple.

## Histoire
Après le choc pétrolier de 1973, le ministre de l'Économie de Taïwan, Sun Yun-suan, décide de développer l'industrie des semiconducteurs avec la création de l'Industrial Technology Research Institute (en) (ITRI) avec l'aide de taïwanais travaillant aux États-Unis. En 1980, une première société de fonderie est créée à Taïwan, émanant de l'ITRI : UMC. Mais UMC ne deviendra un pure player qu'en 1995.
Morris Chang, formé aux États-Unis, a travaillé pendant 25 ans chez Texas Instruments jusqu'à en devenir vice-président responsable de la partie semiconducteurs; il accepte en 1985 l'invitation de Sun Yun-suan, devenu premier ministre de Taïwan, à venir diriger l'ITRI,. Chang propose l'idée de fournir un service de fabrication uniquement de wafers pour les sociétés qui souhaiteraient sous-traiter cette étape coûteuse,. En effet à cette époque la majorité des fabricants de puces disposent de leur propre fonderie.
En 1987, le gouvernement accepte de financer TSMC à hauteur d'un peu moins de la moitié des 200 millions de dollars nécessaires à la condition qu'une multinationale du secteur des semiconducteurs soit parmi les autres investisseurs. Des discussions sont engagées avec Texas Instruments, Intel, Matsushita et Philips qui avaient des usines de fabrication à Taïwan. C'est finalement Philips qui s'engage à hauteur de 40 millions de dollars et des transferts de technologies. Le reste de l'apport initial est fourni par un groupement de sociétés taïwanaises,. La répartition des parts est la suivante : 48 % pour le gouvernement taiwanais, 28 % pour Philips et 24 % pour le groupement de sociétés.
TSMC est localisée au sein du parc scientifique de Hsinchu. L'usine s'installe dans des locaux loués à l'ITRI et permet de produire des puces sur une technologie de 3 µm et 2,5 µm déjà développées au sein de l'ITRI et le 2 µm avec l'aide de Philips. En 1988, TSMC sort la technologie 1,5 µm toujours avec l'aide de Philips. Puis les améliorations du processus s'enchaînent avec le 1,2 µm en 1989 puis le 1 µm en 1990, date à laquelle la seconde usine est ouverte. Les différentes améliorations continuent à être développées mais TSMC ne fait que combler son retard. À partir de 1999 et de l'arrivée du 180 nm, TSMC fait désormais partie des précurseurs comme Intel ou IBM.
En 2018, TSMC produit des circuits gravés en 7 nm, alors que le leader Intel est toujours à 10 nm.
En 2023, TSMC fournit 530 clients dans le monde. Il a notamment l'exclusivité de la fabrication des processeurs des iPhone, iPad et Mac. 
En juin 2023, la société est victime d'une attaque par rançongiciel de la part du groupe de hackers LockBit qui demande une rançon de 70 millions de dollars.

### Accords avec Philips
Lors de la création de la société, un accord de coopération a été signé avec Philips sur des techniques de fabrication ainsi que de non-concurrence. Cet accord prévoit le paiement de royalties en fonction du chiffre d'affaires pour les technologies inférieures à 2 µm sur lesquelles Philips apporterait son aide technique. L'accord a été renouvelé et modifié en 1997 et 2002.

## Sites de production
En 2021, les sites de production sont essentiellement situés à Taiwan :
- quatre usines GIGAFAB utilisant des wafers de 300 mm : Fab 12A et 12B (Hsinchu), 14 (Tainan), 15 (Taichung), 18 (Tainan) ;
- quatre sites utilisant des wafers de 200 mm : Fab 3, 5, 8 (Hsinchu), 6 (Tainan) ;
- une usine utilisant des wafers de 150 mm : Fab 2 (Hsinchu).

Les autres sites sont situés en Chine, aux États-Unis et à Singapour via des filiales ou des partenariats :
- TSMC Nanjing Company Limited, 300 mm (12 inch) : Fab 16 (Nankin, Chine) ;
- TSMC China Company Limited, 200 mm (8 inch) : Fab 10 (Shanghai, Chine) ;
- WaferTech L.L.C., 200 mm (8 inch) : Fab 11 (Camas, Washington, États-Unis) ;
- SSMC (Systems on Silicon Manufacturing Co.), une coentreprise avec NXP Semiconductors, 200 mm (8 inch) à Singapour.

La première usine, Fab 1, ouverte en 1987 comme laboratoire de recherche à Hsinchu, a été fermée en 2002.
À compter de 2020, TSMC devrait investir 12 milliards de dollars pour installer une usine de puces aux États-Unis.
En décembre 2022, le Financial Times annonce que TSMC serait en négociation pour l'ouverture d'une première usine européenne à Dresde en Allemagne.
Le 24 février 2024, TSMC inaugure sa première usine au Japon, sur l’île de Kyushu, dans la préfecture de Kumamoto. Une deuxième usine ouvrira en 2027, dans la même préfecture. Cette ouverture se fait via la coentreprise Japan Advanced Semiconductor Manufacturing que TSMC détient avec ses associés japonais Sony Semiconductor Solutions Corporation, l’équipementier automobile Denso et Toyota.
| Nom    | Ouverture | Taille wafer     | Taille gravure minimale (2020) | Remarque                                                      |
| ------ | --------- | ---------------- | ------------------------------ | ------------------------------------------------------------- |
| Fab 1  | 1987      | 150 mm (6-inch)  |                                | Fermée en 2002                                                |
| Fab 2  | 1990      | 150 mm (6-inch)  | 450 nm                         |                                                               |
| Fab 3  | 1995      | 200 mm (8-inch)  | 150 nm                         |                                                               |
| Fab 4  | 1996      | 200 mm (8-inch)  |                                | Intégrée à la Fab 3 en 2001                                   |
| Fab 5  | 1997      | 200 mm (8-inch)  | 150 nm                         |                                                               |
| Fab 6  | 2000      | 200 mm (8-inch)  | 110 nm                         |                                                               |
| Fab 7  | 1995      | 200 mm (8-inch)  |                                | Fermée en 2006 - Capacité de production reprise par la Fab 12 |
| Fab 8  | 1998      | 200 mm (8-inch)  | 110 nm                         |                                                               |
| Fab 10 | 2004      | 200 mm (8-inch)  | 150 nm                         |                                                               |
| Fab 11 | 1998      | 200 mm (8-inch)  | 150 nm                         |                                                               |
| Fab 12 | 2001      | 300 mm (12-inch) | 7 nm                           |                                                               |
| Fab 14 | 2004      | 300 mm (12-inch) | 16 nm                          |                                                               |
| Fab 15 | 2012      | 300 mm (12-inch) | 7 nm                           |                                                               |
| Fab 16 | 2018      | 300 mm (12-inch) | 16 nm                          |                                                               |
| Fab 18 | 2020      | 300 mm (12-inch) | 5 nm                           |                                                               |
| Fab 18 | 2021      |                  | 3 nm                           |                                                               |

## Actionnaires
Liste des principaux actionnaires au 5 février 2022 :
| Nom                                              | Actions       | %     |
| ------------------------------------------------ | ------------- | ----- |
| National Development Fund of The Executive Yuan  | 1 653 709 980 | 6,38% |
| The Vanguard Group                               | 685 032 393   | 2,64% |
| Capital Research & Management (World Investors)  | 595 638 179   | 2,30% |
| Norges Bank Investment Management                | 409 216 415   | 1,58% |
| Capital Research & Management (Global Investors) | 320 316 858   | 1,24% |
| Fidelity Management & Research                   | 254 603 680   | 0,98% |
| Baillie Gifford                                  | 245 852 687   | 0,95% |
| Invesco Advisers                                 | 221 112 166   | 0,85% |
| Capital Research & Management                    | 173 846 364   | 0,67% |
| BlackRock Advisors (UK)                          | 159 864 541   | 0,62% |

## Résultats et parts de marché

### Chiffre d'affaires
Les règles de reporting financier aux États-Unis sont utilisées puis les règles IFRS à partir de 2013 :
| Année | Chiffre d'affaires (en milliards de NT$) | Chiffre d'affaires (en milliards de US$) | Résultat net (en milliards de NT$) | Résultat net (en milliards de US$) | Effectifs |
| ----- | ---------------------------------------- | ---------------------------------------- | ---------------------------------- | ---------------------------------- | --------- |
| 1996  | 39,4                                     |                                          | 15,6                               |                                    |           |
| 1997  | 43,9                                     |                                          | 10,0                               |                                    |           |
| 1998  | 50,5                                     |                                          | 1,25                               |                                    | 5908      |
| 1999  | 76,3                                     |                                          | 13,9                               |                                    | 7460      |
| 2000  | 166,2                                    | 5,0                                      | 21,7                               | 0,65                               | 14636     |
| 2001  | 127,2                                    | 3,6                                      |                                    |                                    | 14501     |
| 2002  | 163,0                                    | 4,7                                      | 14,1                               | 0,77                               | 15776     |
| 2003  | 203,6                                    | 6,0                                      | 38,7                               | 1,1                                | 16997     |
| 2004  | 260,0                                    | 8,2                                      | 76,3                               | 2,4                                | 20167     |
| 2005  | 267,0                                    | 8,1                                      | 75,4                               | 2,3                                | 21496     |
| 2006  | 318,0                                    | 9,8                                      | 95,7                               | 2,9                                | 22246     |
| 2007  | 323,2                                    | 10,0                                     | 71,7                               | 2,2                                | 23020     |
| 2008  | 334,3                                    | 10,2                                     | 81,5                               | 2,5                                | 22843     |
| 2009  | 296,1                                    | 9,3                                      | 89,1                               | 2,8                                | 24466     |
| 2010  | 420,0                                    | 14,4                                     | 164,3                              | 5,6                                | 33232     |
| 2011  | 427,5                                    | 14,1                                     | 137,1                              | 4,5                                | 35457     |
| 2012  | 506,7                                    | 17,4                                     | 158,7                              | 5,5                                | 39267     |
| 2013  | 597,0                                    | 20,0                                     | 183,8                              | 6,2                                | 40483     |
| 2014  | 762,8                                    | 24,1                                     | 254,2                              | 8,0                                | 43591     |
| 2015  | 843,5                                    | 25,7                                     | 302,8                              | 9,2                                | 45272     |
| 2016  | 947,9                                    | 29,3                                     | 331,8                              | 10,2                               | 46968     |
| 2017  | 977,5                                    | 33,0                                     | 345,0                              | 11,6                               | 48602     |
| 2018  | 1031,4                                   | 33,7                                     | 363,1                              | 11,9                               | 48752     |

### Clients
TSMC s'interdit de créer ses propres puces et se voit donc comme un partenaire des sociétés de semiconducteurs plutôt qu'un concurrent. Malgré un partenariat initial avec Philips, TSMC a su diversifier sa clientèle rapidement et possédait déjà une centaine de clients en 1994. L'autre point notable de sa politique commerciale est de ne pas se reposer sur un ou deux clients principaux, sauf exception les clients représentent chacun moins de 10 % du chiffre d'affaires.
En 1995, Cirrus et Philips ne représentaient chacun qu'environ 10 % des ventes. En 2001 et 2002 Nvidia était le premier client et représentait 17 % et 20 % des ventes respectivement. Depuis 2014 Apple représente le client le plus important de TSMC avec un peu plus de 20 % des ventes ces dernières années,.
Au fil des années, environ 50 % à 80 % du chiffre d'affaires est réalisé avec les dix plus gros clients. En 2021, ses dix plus gros clients étaient : Apple, MediaTek, AMD, Qualcomm, Nvidia, Sony, Marvell, STMicroelectronics et Analog Devices. Sauf Apple, tous les autres clients représentent moins de 10 % des ventes.

### Concurrence
TSMC est un acteur majeur de la prestation de fonderie depuis une trentaine d'années et domine le marché depuis une vingtaine d'années, en 2000 sa part de marché était d'environ 35%. En ce qui concerne le chiffre d'affaires, TSMC a atteint une part de marché d'environ 50 % en 2005 et avait déjà 35 % en 2000. Depuis, TSMC oscille entre 45 % et 55 % de part de marché selon les trimestres et les années,.
Il est difficile d'établir un classement de TSMC par rapport à des concurrents. En effet, TSMC est un pure player tandis que des sociétés comme Samsung, Intel ou Micron sont des IDM (Integrated Device Manufacturer) : ils fabriquent des composants avec leurs propres usines mais peuvent aussi proposer de la sous-traitance (Samsung, Intel depuis 2021). D'autre part, la fabrication de puces mémoires est généralement comptée à part.
| Société                              | Pays         | Capacité |
| ------------------------------------ | ------------ | -------- |
| TSMC                                 | Taïwan       | 28 %     |
| UMC                                  | Taïwan       | 13 %     |
| SMIC                                 | Chine        | 11 %     |
| Samsung                              | Corée du Sud | 10 %     |
| Global Foundries                     | États-Unis   | 7 %      |
| Hua Hong Semiconductor               | Chine        | 6 %      |
| Vanguard International Semiconductor | Taïwan       | 6 %      |
| Powerchip                            | Taïwan       | 6 %      |
| Tower Semiconductor                  | Israël       | 5 %      |
| Autres                               |              | 8 %      |

## Controverses

### Politique américaine
En 2020, le président américain, Donald Trump, fait pression sur TSMC pour qu’elle localise massivement aux États-Unis sa fabrication de semi-conducteurs.

### Pénurie d'eau à Taïwan
Au printemps 2021, Taïwan subit une sécheresse historique, le gouvernement préfère privilégier l'alimentation en eau des usines de fabrication de puces au détriment de l'agriculture et de la population locale. Des coupures d'eau courante ont eu lieu, à raison de deux jours par semaine, et l'irrigation de champs de riz a été coupée.
TSMC consomme environ 156 000 tonnes d'eau par jour, recyclée à environ 87 %. Pour maintenir la production malgré les restrictions, la société a fait appel à des camions citernes pour ses usines,.